# Bisdom Porto Novo

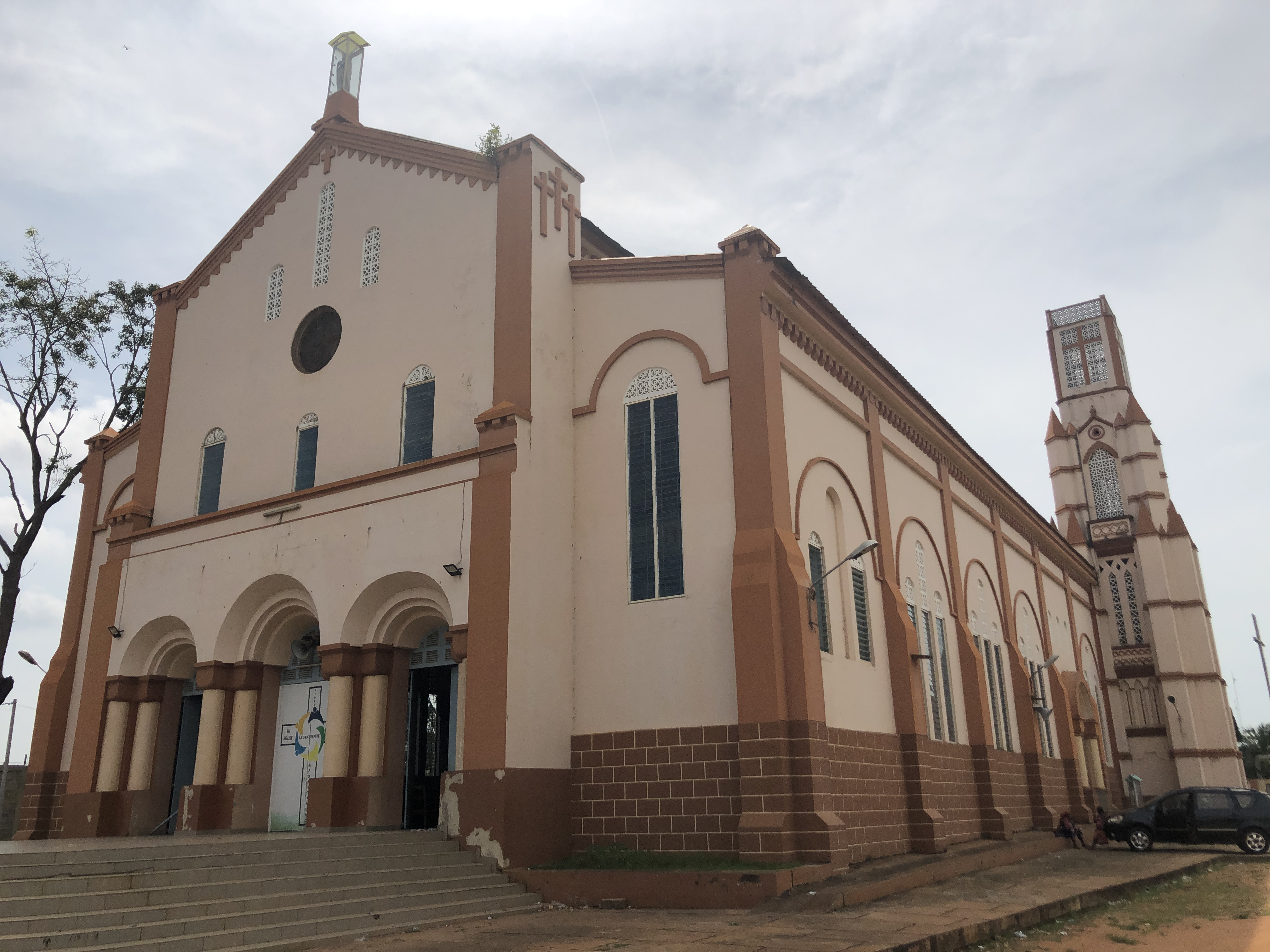
De kathedraal van Porto Novo

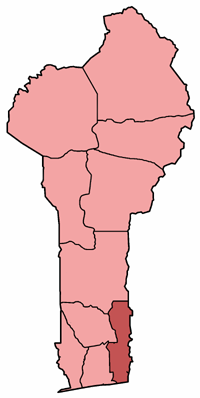
Het bisdom binnen Benin

Het Bisdom Porto Novo (Latijn: Dioecesis Portus Novi) is een rooms-katholiek bisdom in Benin. Het maakt onderdeel uit van de kerkprovincie Cotonou en werd opgericht in 1955. De zetelkerk is sinds 2014 de kathedraal Notre-Dame de l'Immaculée Conception van Porto-Novo.
Het bisdom heeft een oppervlakte van 4.545 km² en beslaat de departementen Ouémé en Plateau in het zuidoosten van het land. In 2021 telde het bisdom ongeveer 763.000 katholieken op een totale bevolking van 1.933.000, of 39,5% van de bevolking. Het bisdom telde toen 90 parochies bediend door 191 diocesane priesters.

## Geschiedenis
Op 5 april 1954 werd Porto-Novo een apostolisch vicariaat. Voordien maakte het deel uit van het apostolisch vicariaat Ouidah. Op 14 september 1955 werd Porto-Novo verheven tot bisdom.

## Bisschoppen
- Noël Laurent Boucheix, S.M.A. (1958-1969)
- Vincent Mensah (1970-2000)
- Marcel Honorat Léon Agboton (2000-2005)
- René-Marie Ehouzou, C.I.M. (2007-2012)
- Aristide Gonsallo (2015-)